# كريستوفر باتيسكومب
كريستوفر تشارلز ريتشارد باتيسكومب Christopher Charles Richard Battiscombe (ولد في 27 أبريل 1940) دبلوماسي وسياسي بريطاني متقاعد. بعد تقاعده من الخدمة الخارجية أصبح المدير العام لجمعية تجار الفن في لندن. تلقى تعليمه في كلية ويلينجتون، بيركشاير وكلية نيو كوليدج في أكسفورد .

## العمل
- 1963 انضم إلى وزارة الخارجية والكومنولث كسكرتير ثالث.
- 1965 كان سكرتيرًا ثالثًا في الكويت.
- 1969 كان مساعدًا للسكرتير الخاص لفريدريك لي، بارون لي من نيوتن ، ومستشار دوقية لانكستر.
- 1971 عمل في الوفد البريطاني لدى منظمة التعاون الاقتصادي والتنمية في باريس .
- 1974 كان سكرتيرًا أول في البعثة البريطانية في مدينة نيويورك .
- 1978 كان يعمل في وزارة الخارجية والكومنولث .
- 1981 إلى 1984 كان مستشارًا تجاريًا في مصر.
- 1984 إلى 1986 كان مستشارًا تجاريًا في فرنسا.
- 1987 إلى 1990 كان رئيسًا لإدارة وكلاء الوزارات الدائمين في وزارة الخارجية والكومنولث .
- 1990 إلى 1994 كان سفيرا في الجزائر.
- 1994 إلى 1997 شغل منصب مساعد وكيل وزارة الخارجية وشؤون الكومنولث (الإدارة العامة)/مدير الخدمات العامة.
- 1997 إلى عام 2000 كان سفيراً في الاردن.[4]